# Ilha Rasa (Rio de Janeiro)

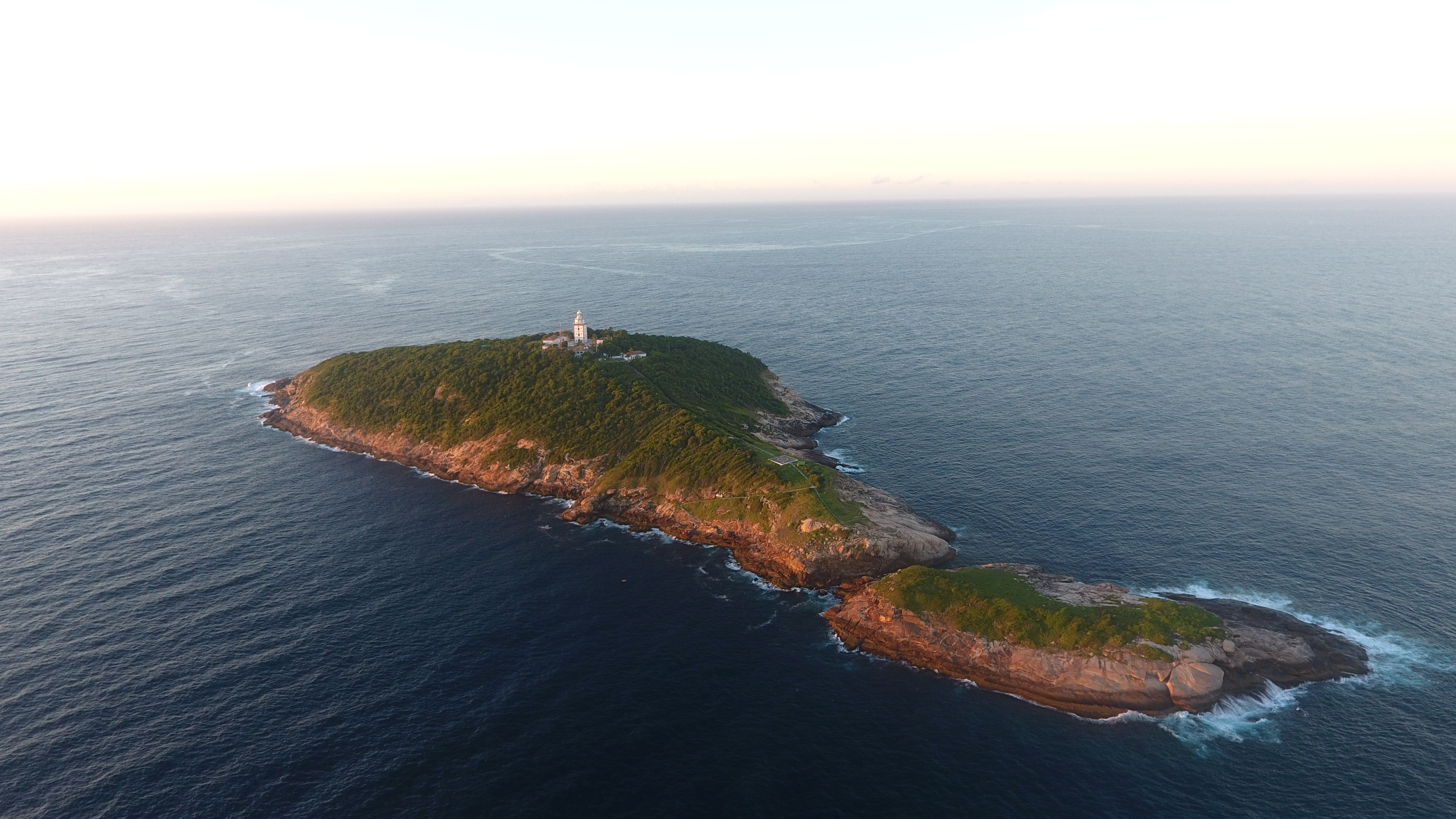
Fotografia aérea

A Ilha Rasa é uma ilha situada no litoral do estado do Rio de Janeiro, nas coordenadas geográficas 23° 04’ S 043° 09’ W, (mais precisamente em 23° 03' 49,33" S/043° 08' 45,04" W). Situa-se a cerca de 7,6 m.n. (14,1 km) do sul da barra da entrada da Baía de Guanabara e aproximadamente 9 quilômetros da Ponta do Arpoador.
Apresenta uma área de 230 mil metros quadrados, com 1020 metros no seu maior comprimento, na direção geral NW-SE, e 390 metros na sua maior largura, na direção geral NE. A ilha é inóspita, rodeada por pedras íngremes, de difícil desembarque, uma vez que não possui nenhuma praia. De vegetação rala, também não possui fontes naturais de água potável.
A ilha abriga um farol, o Farol da Ilha Rasa, mantido pela Marinha do Brasil.

## História

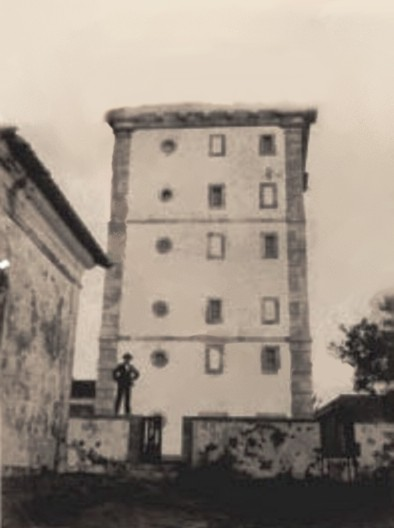
José Oiticica em frente ao farol da Ilha Rasa (1918).

Graças à sua posição privilegiada, foi utilizada como auxílio à navegação, primitivamente com o auxílio de uma fogueira acesa em seu ponto mais alto (77 metros acima do nível do mar) por um eremita que ali habitava, possivelmente um escravo alforriado que recebia a quantia de mil réis por mês.
Em 1819, a Junta do Commercio, Agricultura, Fábricas e Navegação encaminha a João VI de Portugal os planos e desenhos organizados pelo engenheiro João de Souza Pacheco para a construção de um farol na Ilha Rasa. A construção, sob a direção do mesmo profissional, teria sido autorizada em 17 de setembro do mesmo ano, tendo sido utilizada a mão de obra de presos sentenciados.
A obra foi inaugurada apenas em 31 de julho de 1829, dado que estivera na posse de um corsário argentino durante os três anos anteriores.
Quando o farol foi construído, o alto da escarpa foi utilizado também como uma bateria militar, de que é testemunho uma antiga peça de artilharia que ainda ali se conserva. As demais, outrora existentes, foram lançadas ao mar pelas borrascas, não tendo sido mais recuperadas.
Foi utilizada como prisão política, ali tendo estado detido o catedrático José Oiticica, por ocasião da Insurreição anarquista de 1918, e novamente durante o Estado Novo.
Serviu de prisão para militares participantes da revolta dos 18 do Forte de Copacabana (1922).

## Farol
O farol apresenta planta quadrangular em três pavimentos e circular no topo, elevando-se a 26 metros de altura, em alvenaria com cantaria nos vértices. Originalmente iluminava a 3ª légua da barra, com altura de 441 palmos (101 metros) acima do nível do mar, podendo ser visto até à 10ª légua. Utilizava uma lente de cristal francês com 2,5 metros de diâmetro e um sistema mecânico pesando 7,5 toneladas. Esse conjunto podia ser facilmente movimentado graças a um anel de mercúrio líquido que servia de base à lente.
O conjunto foi modernizado em 1883, passando a operar com energia elétrica gerada por um dínamo fabricado pela empresa francesa "La Maison Soutter et Lemunier".
Em 1907 foi instalada a estação pluviométrica e, em 1909, uma estação telegráfica, além de um pequeno guindaste para o abastecimento da ilha. Nesse mesmo ano, em outubro, o antigo sistema elétrico foi substituído por um aparelho de iluminação incandescente a petróleo, fabricado pela "Maison Barbier, Bernardo e Turenne". Esse sistema encontra-se em perfeito estado até aos dias de hoje. Uma buzina foi instalada em 1913 e, em 1947, um radiofarol não-direcional (NDB), para apoio à navegação aérea.